# Ielets (Bélgorod)
|  | Per a altres significats, vegeu «Ielets». |

Ielets - Елец (rus) - és un poble (un khútor) de l'óblast de Bélgorod, a Rússia. El 2010 tenia 11 habitants. Pertany al districte (raion) de Novi Oskol.